# Reinhard Tötschinger
Reinhard Tötschinger (* 11. Juni 1952 in Wien) ist ein österreichischer Autor, Schriftsteller, Regisseur und Lektor.

## Leben
Tötschinger ist Absolvent der „Graphischen“ (Höhere Graphische Bundes-Lehr- und Versuchsanstalt) in Wien im Bereich Graphik und Kommunikationsdesign. Er gab Kunst- und Literaturbücher heraus und illustrierte Kinder- und Jugendbücher, anschließend Theaterstudien in Paris (Ècole Jacques Lecoq) und in Wien. Er studierte Psychotherapiewissenschaft und Kultursoziologie in Deutschland und Österreich, arbeitete als Schauspieler (Burgtheater, Wiener Festwochen, Ensembletheater, Theater Drachengasse, Theater am Turm/Frankfurt, Freie Szene u. v. a.) und als Regisseur (Wiener Festwochen, Theater im Palais/Graz, Venezia d’Inverno/Venedig u. a.). Reinhard Tötschinger war Gastprofessor und Lektor an der Kunstuniversität Graz im Bereich Schauspiel, später als Psychotherapeut und systemischer Berater tätig und ist derzeit Lektor an der TU-Wien (Ethik in der Raumplanung, Literarisches Schreiben).

## Veröffentlichungen

### Als Autor
- Zwischen zwei Türen, Roman, eseLverlag, Hamburg Wien 2018. ISBN 978-3-9519888-0-1
- Rochade, Roman, Picus Verlag, Wien 2021. ISBN 978-3-7117-2109-9 (picus.at)
- Il Trovatore. In: Von Staub und Sternen, Textmanufaktur Verlag, Fischerhude 2021
- Schinkenrolle. In: Held:innenplätze, Achse Verlag, Wien 2022. (achseverlag.com)
- Entrée, Roman, Picus Verlag, Wien 2024. ISBN 978-3-7117-2148-8 (picus.at)

### Als Herausgeber/Illustrator
- Baden Persönlich, Selbstverlag, Baden 1978 (Hrsg. und Illustrator)
- Claire French-Wieser: Der Prinz von Annum, Tyrolia Verlag, Innsbruck-Wien-München 1979
- Käthe Recheis (Hrsg.): Schlag zwölf beginnt die Geisterstunde, HOCH-Verlag, Düsseldorf 1979
- Albert Paris Gütersloh: Briefe an Milena, Niederösterreichisches Pressehaus, 1980 (Hrsg. und Gesamtgestaltung)
- Leomare Qualtinger: Wo ist mein Teddybär, edition roetzer, Eisenstadt 1996

## Filmografie
- Barca di Venezia a Padova Choreographie und Inszenierung für ORF TV-Produktion 1991[6]
- Ort ohne Erinnerung – Kaisersteinbruch, die verschwundene Geschichte, Kino-Dokumentarfilm[7]

## Theater (Auswahl)
- Friedrich Cerha, Netzwerk, 1981 Wiener Festwochen, Theater an der Wien (als Schauspieler und Choreograf)[8]
- Jüdisches Museum Eisenstadt: Veranstaltungen zu Kabarett der Zwischenkriegszeit mit Oliver Rathkolb, Norbert Leser, 1981–1986
- Aischylos, Prometheus, 1983 Theater Angelus Novus (als Schauspieler und Choreograf)[9]
- Texte von Gerhard Rühm, 1985 Ensembletheater Wien Rund oder Oval (als Schauspieler und Regisseur)
- Sophokles, Antigone, 1985 Burgtheater (als Schauspieler)[10]
- Brecht, Mutter Courage und ihre Kinder, 1986 Burgtheater (als Schauspieler)[11]
- Adriano Banchieri, Barca di Venezia a Padova, 1991 hortusmusicus mit dem Theater Paravent, Aufführungen in Klagenfurt und Villach[6]
- Plautus, Amphitruo, Die Kulisse Wien
- culisses chaotic comedie, 1995 Theaterkulisse Brixen (als Schauspieler und Regisseur)
- Just Married, gemeinsam mit Uli Brée, 1997 Theater Drachengasse